# Morphna
Morphna (лат.) — род насекомых из семейства Blaberidae отряда тараканообразных. Ареал рода охватывает Южную и Юго-Восточную Азию: Индию, остров Шри-Ланка, полуостров Индокитай, включая Малайский полуостров, Зондские и Филиппинские острова Малайского архипелага.

## Описание
Крупные тараканы с уплощенным телом. Крылья хорошо развиты. Первый членик лапок (метатарзус) задних ног длинный, равен всем остальным членикам.

## Классификация
В роде Morphna 12-13 видов:
- Morphna amplipennis (Walker, 1868) — эндемик Индии;
- Morphna auriculata (Brunner von Wattenwyl, 1865) — эндемик Индии;
- Morphna badia (Brunner von Wattenwyl, 1865) — обитает в Таиланде, на Малайском полуострове, на островах Калимантан, Ява, Суматра;
- Morphna clypeata Anisyutkin & Gorochov, 2001 — эндемик Вьетнама;
- Morphna decolyi (Bolívar, 1897) — эндемик Индии;
- Morphna dotata (Walker, 1869) — обитает в Таиланде, на Малайском полуострове, на острове Калимантан;
- Morphna humeralis Bruijning, 1948 — эндемик острова Суматра;
- Morphna imperatoria (Stål, 1877) — эндемик Филиппинских островов;
- Morphna maculata (Brunner von Wattenwyl, 1865) — обитает на Малайском полуострове, на островах Калимантан, Ява, Суматра;
- Morphna moloch (Rehn, 1904) — эндемик Таиланда;
- Morphna plana (Brunner von Wattenwyl, 1865) — обитает в Индии и на острове Шри-Ланка;
- Morphna pustulata Hanitsch, 1930 — эндемик острова Суматра.